# نیو وینچستر (ایندیانا)
نیو وینچستر (به انگلیسی: New Winchester) یک منطقهٔ مسکونی در ایالات متحده آمریکا است که در شهرستان هندریکس، ایندیانا واقع شده‌است. نیو وینچستر ۲۸۸٫۹۵ متر بالاتر از سطح دریا واقع شده‌است.